# Air Tindi

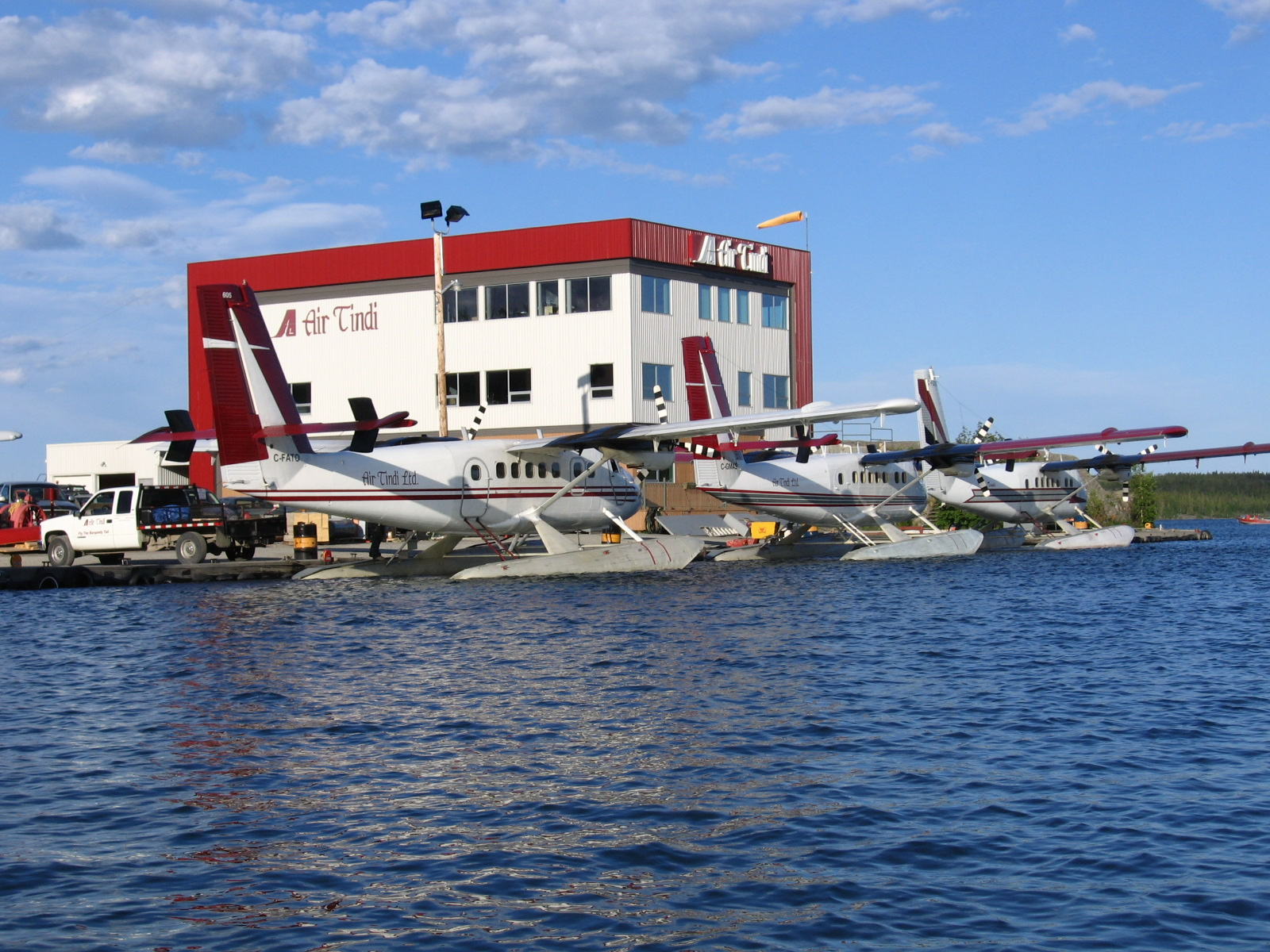
Самолёты Air Tindi

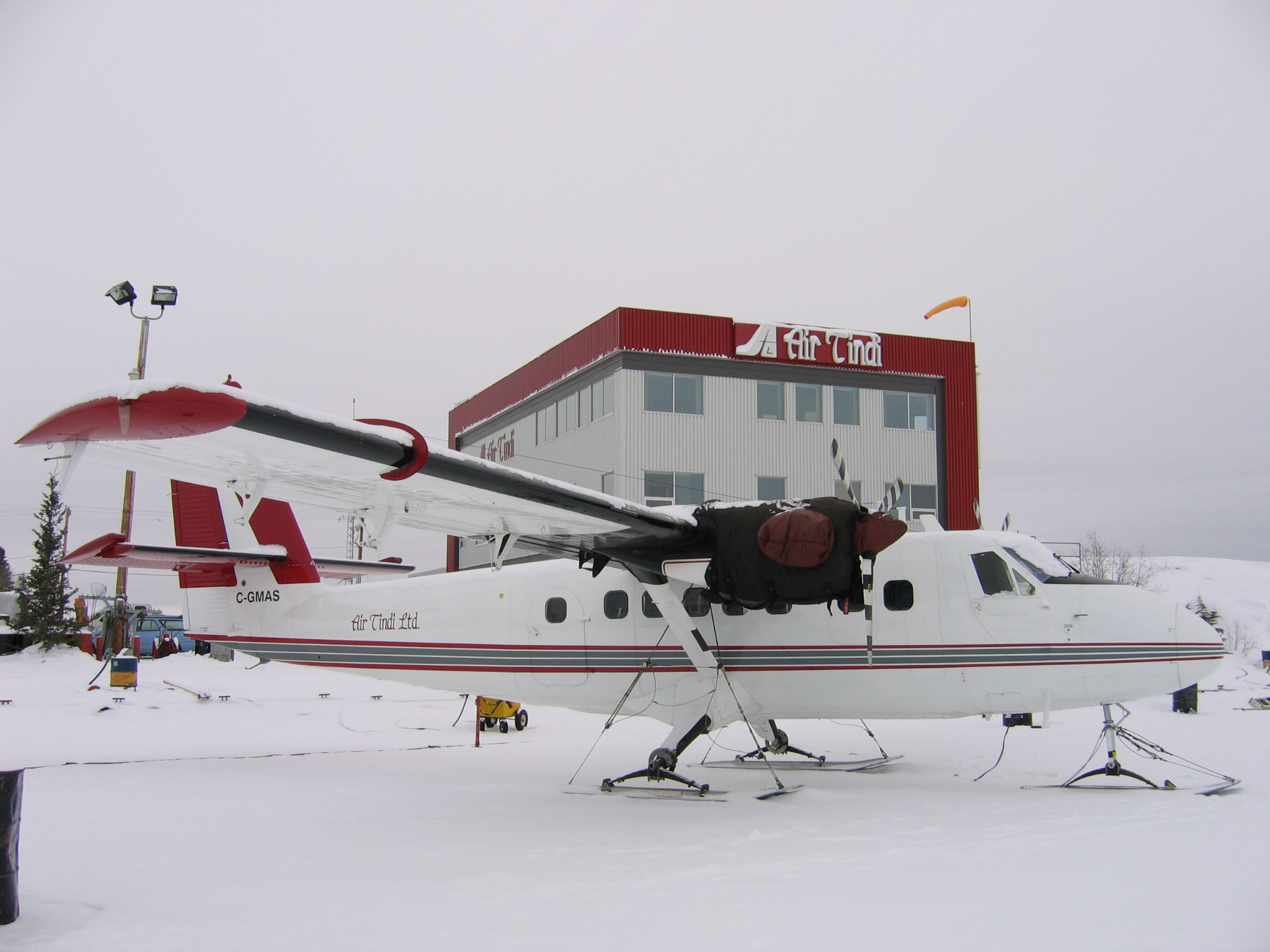
Самолёт Air Tindi, зимний вариант

Air Tindi — канадская авиакомпания местного значения со штаб-квартирой в городе Йеллоунайф (Северо-Западные территории), выполняющая регулярные и чартерные рейсы по аэропортам провинции. Порт приписки находится в Аэропорту Йеллоунайф.
Авиакомпания ранее полностью находилась в частной собственности семьи Эричак. Название перевозчика (Tindi) происходит из языка местного народа тайчо и означает «Большое озеро» со ссылкой на Большое Невольничье озеро, находящееся в провинции Британская Колумбия.

## История
Авиакомпания Air Tindi была образована 1 ноября 1988 года и имела в своём парке четыре самолёта, способных совершать посадку на грунт, воду и снег.
В 1990 году при финансовой поддержке компании «Rae-Edzo Development Corporation» Air Tindi приобрела первый лайнер De Havilland Canada DHC-6 Twin Otter, что позволило начать программу увеличения собственной маршрутной сеть и предоставлять более расширенный список услуг в части грузовых авиаперевозок. В 1991 году Air Tindi приобрела небольшую местную авиакомпанию Latham Island Airways и получила в своё распоряжение ещё четыре лайнера. К середине 1992 года эксплуатировала четыре самолёта Twin Otter на поплавках, способных совершать взлёты и посадки с водной поверхности. В 1993 году авиакомпания получила в распоряжение первый крупный самолёт De Havilland Canada DHC-4 Caribou, задачей которого стало обеспечение снабжением отдалённых населённых пунктов и горнодобывающих артелей. В 1996 году в Air Tindi поступил ещё один крупный лайнер de Havilland Canada Dash 7.
19 декабря 2006 года Air Tindi была приобретена канадским авиахолдингом Discovery Air Inc, штаб-квартира которого находится в городе Лондон, провинция Онтарио. По заявлению руководства холдинг намерен сохранить торговую марку Air Tindi, сервисные услуги и схему перевозок, действовавшую до совершения сделки приобретения авиакомпании.

## Маршрутная сеть
По состоянию на январь 2009 года авиакомпания Air Tindi помимо чартерных и грузовых совершала регулярные рейсы в следующие аэропорты Канады::
- Бехчоко — Аэропорт Бехчоко
- Форт-Симпсон — Аэропорт Форт-Симпсон
- Жамети — Аэропорт Жамети
- Лутселке — Аэропорт Лутселке
- Веквити — Аэропорт Веквити
- Вати — Аэропорт Вати
- Йеллоунайф — Аэропорт Йеллоунайф

## Флот
В сентябре 2009 года воздушный флот авиакомпании Air Tindi составляли следующие воздушные суда: